# Bob Cryder
Robert Cryder (East St. Louis, 7 settembre 1956) è un ex giocatore di football americano statunitense che ha militato nel ruolo di offensive guard nella National Football League (NFL).

## Carriera
Cryder al college giocò a football ad Alabama. Fu scelto dai New England Patriots come diciottesimo assoluto nel Draft NFL 1978. Vi giocò fino al 1983, dopo di che passò il resto della carriera con i Seattle Seahawks dal 1984 al 1986.